# Philip Wheeler
Philip Gregory Wheeler (Columbus, 12 dicembre 1984) è un giocatore di football americano statunitense che milita nel ruolo di linebacker nella National Football League. Fu scelto nel corso del terzo giro (93º assoluto) del Draft NFL 2008 dai Colts. Al college giocò a football al Georgia Institute of Technology.

## Carriera professionistica

### Indianapolis Colts
Wheeler fu scelto nel corso del terzo giro del Draft 2008 dai Colts. Il 24 luglio firmò un contratto quadriennale per un totale di 2,349 milioni di dollari di cui 644.000 di bonus alla firma. Debuttò nella NFL il 7 settembre 2008 contro i Chicago Bears.
Il 1º novembre 2009 contro i San Francisco 49ers mise a segno il suo primo sack in carriera. Il 15 novembre contro i New England Patriots forzò il suo primo fumble in carriera.
Il 18 settembre 2011 contro i Cleveland Browns forzò il suo secondo fumble in carriera. Il 6 novembre dello stesso anno fece il suo secondo sack in carriera ai danni Matt Ryan degli Atlanta Falcons. Non giocò le ultime 3 partite per un infortunio al piede.

### Oakland Raiders
Il 30 marzo 2012 firmò un contratto annuale per 700.000 dollari. Il 23 settembre contro i Pittsburgh Steelers fece un'ottima prestazione contribuendo alla vittoria della propria squadra, guidando i Raiders con 11 tackle totali di cui 7 da solo, forzò due fumble, recuperò il fumble forzato dal compagno di squadra Pat Lee. Nella partita contro i Kansas City Chiefs totalizzò per la seconda volta 11 tackle da solo e il suo primo sack stagionale. Il 25 novembre contro i Cincinnati Bengals realizzò il secondo sack della stagione su Andy Dalton. Il 16 dicembre contro i Kansas City Chiefs fece il suo terzo sack ai danni di Brady Quinn.

### Miami Dolphins
Il 12 marzo 2013 dopo esser diventato free agent firmò un contratto di 5 anni per un totale di 26 milioni di dollari (13 milioni garantiti nei primi due anni) di cui 7 milioni di bonus alla firma.

## Palmarès

### Franchigia
- National Football Conference Championship: 1

Atlanta Falcons: 2016

## Statistiche
| Partite totali      | 93  |
| Partite da titolare | 56  |
| Tackle totali       | 447 |
| Sack                | 5,5 |
| Intercetti fatti    | 0   |
| Fumble forzati      | 4   |

Statistiche aggiornate alla stagione 2013